# 莫里斯·薩拉伊
莫里斯·保羅·艾曼紐·薩拉伊（法語：Maurice Paul Emmanuel Sarrail；1856年4月6日—1929年3月23日），是一位法國陸軍將領，在第一次世界大戰前期西線戰場擔任指揮要職，後調任至巴爾幹戰場擔任該戰區的法軍總司令及協約國總司令。
薩拉伊在1877年畢業於聖西爾軍校，加入軍隊於1908年晉升為旅級將軍。第一次世界大戰爆發後，他指揮部隊在邊境戰役的頹勢中表現亮眼，被法軍總司令約瑟夫·霞飛任命為第三軍團司令，在馬恩河戰役抵禦德軍進攻。1915年7月，薩拉伊因作戰不力被解職。同年8月5日，他被任命為東方軍團司令，前往薩洛尼卡嘗試從南面進攻保加利亞。1916年1月，薩拉伊被任命為巴爾幹戰場協約國總司令，他發動了多次攻勢但效果不佳。1917年底，他因捲入政治風波被解職。1924年，他被任命為黎凡特高級專員，鎮壓敘利亞起義。